# Oedipovalgus nigrescens
Oedipovalgus nigrescens är en skalbaggsart som beskrevs av Hermann Julius Kolbe 1897. Oedipovalgus nigrescens ingår i släktet Oedipovalgus och familjen Cetoniidae. Inga underarter finns listade i Catalogue of Life.